# Список лётчиков-асов Корейской войны (1950—1953)
Во время войны в Корее (1950—1953) произошли первые воздушные бои между реактивными истребителями в истории авиации. По своему размаху и интенсивности эти воздушные бои являлись наиболее значимыми после Второй мировой войны. Результатом этого стало появление достаточно большого числа асов — лётчиков, имевших на своём личном счету 5 и более воздушных побед.
За время войны статус асов получили пилоты США, СССР, Северной Кореи и Китая. Ни один из пилотов ВВС Великобритании, Австралии и Южно-Африканского Союза, участвовавших в боевых действиях на стороне ООН, не одержал более 3 побед.
Несмотря на значительное внимание, уделяемое в 1990—2000-е годы американскими и российскими историками теме воздушной войны в Корее, существует ещё немало «белых пятен» в истории этой войны. Истинное число воздушных побед ВВС США и СССР остаётся дискуссионным, так как официальная статистика обеих сторон существенно расходится. Как показывают исследования, расхождения в цифрах обычно вызваны объективными причинами. Известны случаи, когда «сбитые» американские и советские самолёты успешно возвращались на базы, и наоборот, когда самолёт, засчитанный как «повреждённый», падал, не долетев до аэродрома. Таким образом, все приведённые цифры, как и любая военная статистика, в будущем могут стать объектом для пересмотра и уточнения.

## Советские асы
Согласно имеющейся статистике, асами в Корее стали 56 советских лётчиков. Сам факт участия СССР в Корейской войне был официально признан в Советском Союзе только в 1980-е годы. В начале 1990-х годов стали доступны ранее засекреченные данные о победах советских пилотов. Однако имеющаяся информация страдает неполнотой, поэтому в ряде случаев источники называют разное число побед для каждого отдельного лётчика. Если принимать цифры побед Николая Сутягина и Евгения Пепеляева за достоверные, то эти два пилота являются самыми результативными реактивными асами в истории авиации, опережая лучших немецких и израильских лётчиков.
| Имя                              | Победы          | Примечания |
| -------------------------------- | --------------- | --- |
| Николай Васильевич Сутягин       | 22              | Герой Советского Союза |
| Евгений Георгиевич Пепеляев      | 20              | Герой Советского Союза |
| Лев Кириллович Щукин             | 15 + 2 в группе | Герой Советского Союза. Был дважды сбит. |
| Дмитрий Павлович Оськин          | 15 + 1 в группе | Герой Советского Союза |
| Сергей Макарович Крамаренко      | 13 + 1 в группе | Участник Великой Отечественной войны (2 личных и 10 групповых побед). Герой Советского Союза. Один раз сбит.                                                     |
| Александр Павлович Сморчков      | 12 + 1 в группе | Участник Великой Отечественной войны (сбил 2 лично). Герой Советского Союза                                                                                      |
| Константин Яковлевич Шеберстов   | 13              | Участник Великой Отечественной войны (сбил 2 лично) |
| Степан Антонович Бахаев          | 11              | Ас Великой Отечественной войны (12 личных и 3 групповые победы). Герой Советского Союза                                                                          |
| Пётр Семёнович Милаушкин         | 11              | Участник Великой Отечественной войны (сбил 1 в паре) |
| Григорий Ульянович Охай          | 11              | Герой Советского Союза |
| Дмитрий Александрович Самойлов   | 10 + 1 в группе | Герой Советского Союза |
| Михаил Сергеевич Пономарёв       | 10              | Участник Великой Отечественной войны (сбил 2 лично). Герой Советского Союза                                                                                      |
| Иван Афанасьевич Сучков          | 10              | |
| Михаил Иванович Михин            | 9 + 3 в группе  | Герой Советского Союза |
| Николай Григорьевич Докашенко    | 9               | Участник Великой Отечественной войны (сбил 4 лично). Герой Советского Союза                                                                                      |
| Владимир Николаевич Забелин      | 9               | Участник Великой Отечественной войны (сбил 1 лично) |
| Серафим Павлович Субботин        | 9               | Считается, что 18 июня 1951 года совершил первый реактивный воздушный таран в истории авиации (сам он утверждал, что это вышло случайно). Герой Советского Союза |
| Григорий Иванович Гесь           | 8               | Участник Великой Отечественной войны (сбил 2 в группе). Герой Советского Союза                                                                                   |
| Григорий Иванович Пулов          | 8               | Участник Великой Отечественной войны (сбил 1 лично). Герой Советского Союза                                                                                      |
| Василий Фёдорович Шулев          | 8               | |
| Николай Михайлович Замескин      | 7 + 2 в группе  | |
| Владимир Иванович Алфеев         | 7               | |
| Павел Николаевич Антонов         | 7               | |
| Степан Савельевич Артемченко     | 7               | Ас Великой Отечественной войны (6 личных побед). |
| Аркадий Сергеевич Бойцов         | 7               | Герой Советского Союза |
| Николай Степанович Волков        | 7               | |
| Лев Николаевич Иванов            | 7               | |
| Иван Митрофанович Заплавнев      | 7               | Участник Великой Отечественной войны (4 личных победы) |
| Алексей Алексеевич Калюжный      | 7               | Участник Великой Отечественной войны (2 личные победы). |
| Александр Никитович Карасёв      | 7               | Ас Великой Отечественной войны (20 личных и 2 групповые победы). Герой Советского Союза                                                                          |
| Алексей Иванович Митусов         | 7               | Ас Великой Отечественной войны (6 личных побед) |
| Порфирий Борисович Овсянников    | 7               | Участник Великой Отечественной войны (2 личных победы) |
| Семён Алексеевич Федорец         | 7               | |
| Анатолий Михайлович Карелин      | 6 + 2 в группе  | Все победы ночные, бомбардировщики B-29. Герой Советского Союза                                                                                                  |
| Борис Васильевич Бокач           | 6               | |
| Сергей Фёдорович Вишняков        | 6               | Ас Великой Отечественной войны (сбил 10 лично и 1 в группе) |
| Виктор Иванович Колядин          | 6               | Ас Великой Отечественной войны (15 личных побед). Герой Советского Союза                                                                                         |
| Фёдор Акимович Шебанов           | 6               | Погиб в бою 26 октября 1951 года. Герой Советского Союза |
| Степан Иванович Науменко         | 5 + 1 в группе  | Первый советский ас Корейской войны (24 декабря 1950 года). Герой Советского Союза                                                                               |
| Григорий Нестерович Берелидзе    | 5 + 1 в группе  | |
| Борис Николаевич Сиськов         | 5 + 1 в группе  | |
| Борис Сергеевич Абакумов         | 5               | Один раз был сбит. |
| Анатолий Тарасович Башман        | 5               | |
| Виктор Александрович Благов      | 5               | Участник Великой Отечественной войны (3 личных победы) |
| Сергей Степанович Бычков         | 5               | |
| Николай Михайлович Гончаров      | 5               | |
| Григорий Федосеевич Дмитрюк      | 5               | Ас Великой Отечественной войны (8 личных и 14 групповых побед). Герой Советского Союза                                                                           |
| Николай Лукич Корниенко          | 5               | Ас Великой Отечественной войны (5 личных побед). |
| Василий Петрович Лепиков         | 5               | |
| Виктор Григорьевич Муравьёв      | 5               | Кроме того, в инциденте «дружественного огня» сбил два китайских МиГ-15                                                                                          |
| Афанасий Афанасьевич Оленица     | 5               | |
| Виктор Павлович Попов            | 5               | |
| Василий Иванович Степанов        | 5               | Погиб 6 января 1952 года |
| Герман Тимофеевич Шаталов        | 5               | Погиб 28 ноября 1951 года |
| Николай Константинович Шеламонов | 5               | |
| Михаил Фёдорович Юдин            | 5               | Участник Великой Отечественной войны (2 победы) |

## Американские асы
По официальной статистике США, в ходе войны 41 американский пилот стал асом. При этом 7 из них были асами и во Второй мировой войне. К началу войны во Вьетнаме некоторые из асов Кореи ещё служили в ВВС США, однако во Вьетнаме они, насколько известно, не сбили ни одного самолёта противника. В первой половине Корейской войны воздушными героями США были Джеймс Джабара и Джордж Дэвис. Два лучших аса, соперничавших между собой — Макконнелл и Фернандес — появлись лишь в 1953 году. В мае им обоим запретили полёты, опасаясь потерять новых героев войны, из-за чего они не сумели повысить свой счёт за оставшиеся два месяца боевых действий.
| Имя               | Победы | Примечания |
| ----------------- | ------ | --- |
| Джозеф Макконнелл | 16     | |
| Джеймс Джабара    | 15     | Официально считается первым американским асом войны (20 мая 1951 года). Участник Второй мировой войны (1,5 побед).                  |
| Мануэль Фернандес | 14,5   | |
| Джордж Дэвис      | 14     | Ас Второй мировой войны (7 побед). Погиб в бою 10 февраля 1952 года                                                                 |
| Ройал Бейкер      | 13     | Участник Второй мировой войны (3,5 побед).                                                                                          |
| Фредерик Блесс    | 10     | |
| Вермонт Гаррисон  | 10     | Ас Второй мировой войны (7,3 победы)                                                                                                |
| Джеймс Джонсон    | 10     | Участник Второй мировой войны (1 победа).                                                                                           |
| Ивен Кинчело      | 10     | |
| Лонни Мур         | 10     | |
| Ральф Парр        | 10     | Одержал последнюю воздушную победу войны (27 июля 1953 года), сбив советский Ил-12                                                  |
| Гарольд Фишер     | 10     | Сбит и попал в плен 7 апреля 1953 года                                                                                              |
| Джеймс Лоу        | 9      | |
| Джеймс Хагерстром | 8,5    | Ас Второй мировой войны (6 побед)                                                                                                   |
| Джеймс Риснер     | 8      | Сбит и попал в плен во время Вьетнамской войны 16 сентября 1965 года                                                                |
| Джордж Радделл    | 5      | |
| Генри Баттелмэнн  | 7      | |
| Клиффорд Джолли   | 7      | |
| Леонард Лилли     | 7      | |
| Дональд Адамс     | 6,5    | Участник Второй мировой войны (4 победы)                                                                                            |
| Фрэнсис Габрески  | 6,5    | Ас Второй мировой войны (28 побед)                                                                                                  |
| Джордж Джонс      | 6,5    | |
| Уинтон Маршалл    | 6,5    | |
| Джон Болт         | 6      | Ас Второй мировой войны (6 побед). Единственный ас Корпуса морской пехоты США в Корейской войне                                     |
| Джеймс Каслер     | 6      | Сбит и попал в плен во время Вьетнамской войны 8 августа 1966 года                                                                  |
| Роберт Лав        | 6      | |
| Уильям Уиснер     | 5,5    | Ас Второй мировой войны (15,5 побед)                                                                                                |
| Ричард Беккер     | 5      | |
| Стивен Беттинджер | 5      | Последний американский ас Корейской войны. Сбит и попал в плен 20 июля 1953 года                                                    |
| Роберт Болдуин    | 5      | |
| Гай Борделон      | 5      | Все победы — ночные (на самолёте F4U «Корсар»). Единственный ас ВМС США в Корейской войне; также единственный, кто летал не на F-86 |
| Ральф Гибсон      | 5      | |
| Клайд Кёртин      | 5      | |
| Чарльз Кливленд   | 5      | |
| Ричард Крейтон    | 5      | Участник Второй мировой войны (2 победы)                                                                                            |
| Роберт Лэтшоу     | 5      | |
| Роберт Мур        | 5      | |
| Долфин Овертон    | 5      | |
| Гаррисон Тинг     | 5      | Ас Второй мировой войны (6 побед)                                                                                                   |
| Уильям Уэсткотт   | 5      | |
| Сесил Фостер      | 5      | Сбит и попал в плен в 1953 году |

## Северокорейские асы
Точное число северокорейских асов неизвестно.
| Имя                    | Победы                     | Замечания |
| ---------------------- | -------------------------- | --------- |
| Ким Ги Ок              | 10                         |           |
| Кан Чон Док            | 10                         |           |
| Ли Донг Чу (Ли Дон Гю) | 8                          |           |
| Кан Ден Дек            | 8                          |           |
| Ким Ди Сан             | 6                          |           |
| Пак Ги Рак             | 5 (по др. данным 4 победы) |           |

## Китайские асы
Согласно китайским данным, асами в Корее стали не менее 12 китайских пилотов. Однако необходимо учитывать, что в число побед китайских лётчиков включались не только сбитые, но и подбитые (повреждённые) самолёты. Лётчики, написание имён и количество побед по разным источникам значительно отличаются друг от друга.
| Имя           | Победы               | Замечания   |
| ------------- | -------------------- | ----------- |
| Дун Вен       | 10                   |             |
| Чжао Баотун   | 9 (7 сбил, 2 подбил) |             |
| Ван Хай       | 9 (4 сбил, 5 подбил) |             |
| Ли Хань       | 8                    |             |
| Лю Юйди       | 8 (6 сбил, 2 подбил) |             |
| Ло Цанхай     | 8 (4 сбил, 4 подбил) |             |
| Сунь Шэньлу   | 7 (6 сбил, 1 подбил) | Погиб в бою |
| Цзян Даопин   | 7 (5 сбил, 2 подбил) | Погиб в бою |
| Фань Ваньчжан | 6 (5 сбил, 1 подбил) | Погиб в бою |
| Кун Чен Ки    | 6                    |             |
| Хан Дэцай     | 5 (все сбитые)       |             |
| У Шэнкай      | 5 (4 сбил, 1 подбил) |             |
| Лу Минь       | 5 (все сбитые)       |             |